# National Key Deer Refuge
Le National Key Deer Refuge est un espace naturel protégé, situé sur Big Pine Key et No Name Key, deux îles de l'archipel des Lower Keys aux États-Unis d'Amérique. Cet archipel de l'océan Atlantique, partie de celui des Keys, relève d'un point de vue administratif du comté de Monroe, dans le sud de la Floride. Le National Key Deer Refuge assure principalement la protection du cerf des Keys, sous-espèce du cerf de Virginie endémique des deux îles. 

## Description
Attraction touristique de la région, il propose à ses visiteurs plusieurs sentiers courts ainsi que des lieux d'observation aménagés tels que le Blue Hole, plan d'eau artificiel qui abrite un ou plusieurs alligators d'Amérique. L'accueil des visiteurs se fait dans un centre commercial à l'entrée de Big Pine Key depuis la voie rapide.

## Climat
| Mois                              | jan. | fév. | mars | avril | mai  | juin  | jui.  | août  | sep.  | oct.  | nov. | déc. |
| --------------------------------- | ---- | ---- | ---- | ----- | ---- | ----- | ----- | ----- | ----- | ----- | ---- | ---- |
| Température minimale moyenne (°C) | 18   | 19   | 21   | 22    | 24   | 26    | 26    | 26    | 26    | 24    | 22   | 19   |
| Température moyenne (°C)          | 21   | 22   | 23   | 25    | 27   | 28    | 29    | 29    | 28    | 27    | 24   | 22   |
| Température maximale moyenne (°C) | 24   | 24   | 26   | 27    | 29   | 31    | 32    | 32    | 31    | 29    | 27   | 25   |
| Précipitations (mm)               | 63,5 | 41,9 | 45,7 | 53,8  | 98,6 | 137,7 | 104,4 | 139,2 | 160,8 | 116,3 | 66,5 | 56,9 |

## Galerie

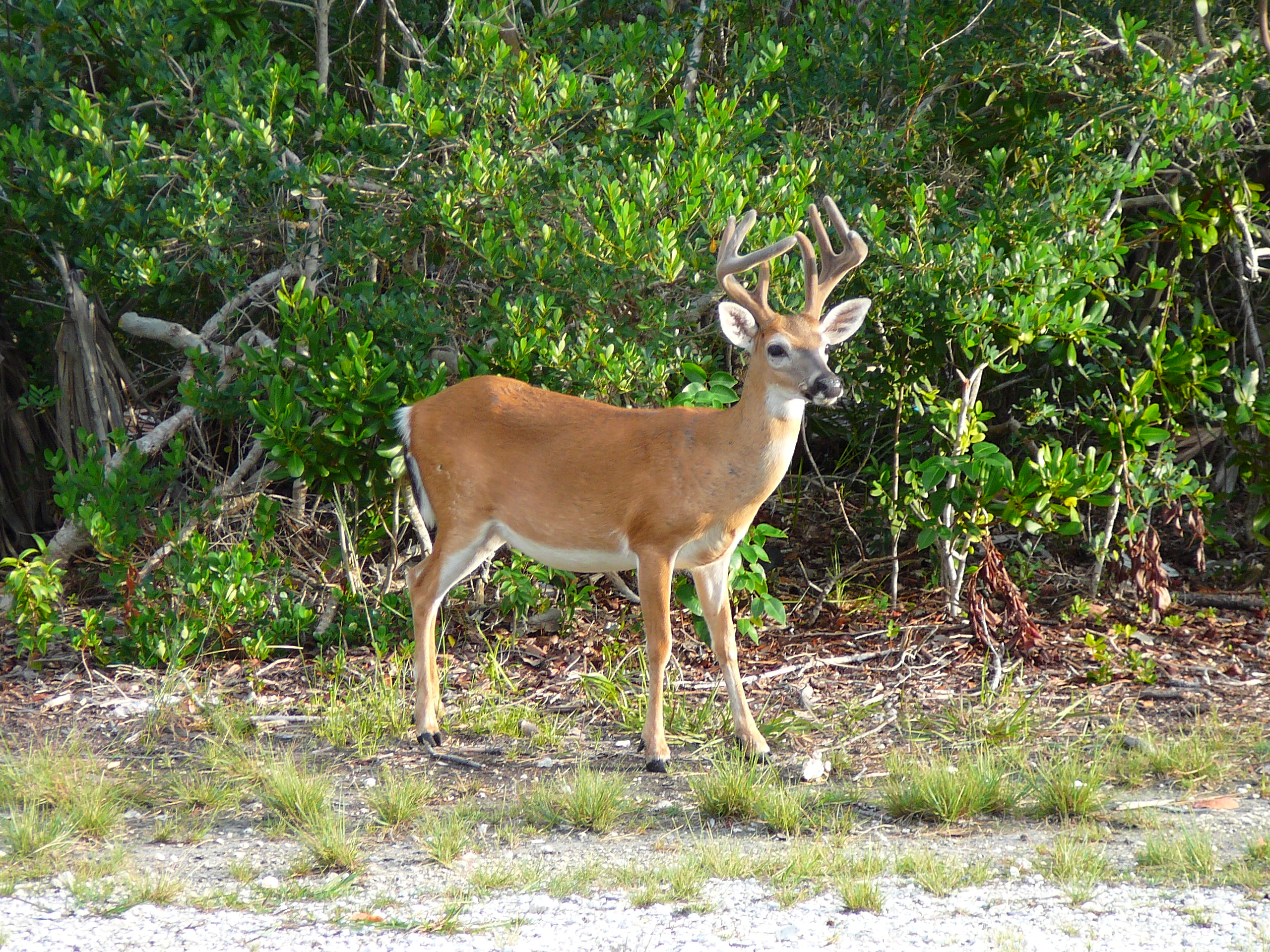
Cerf des Keys
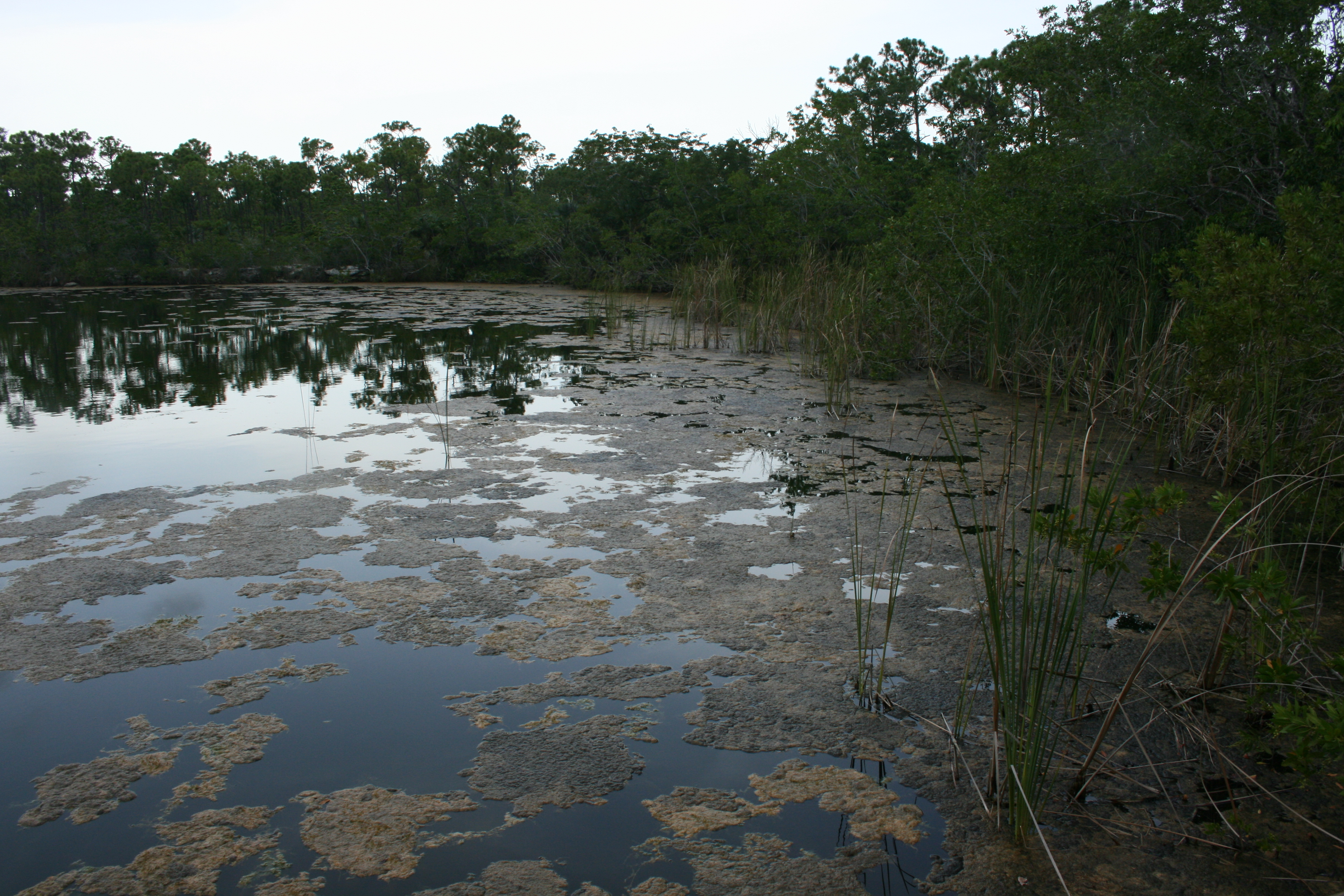
Blue Hole
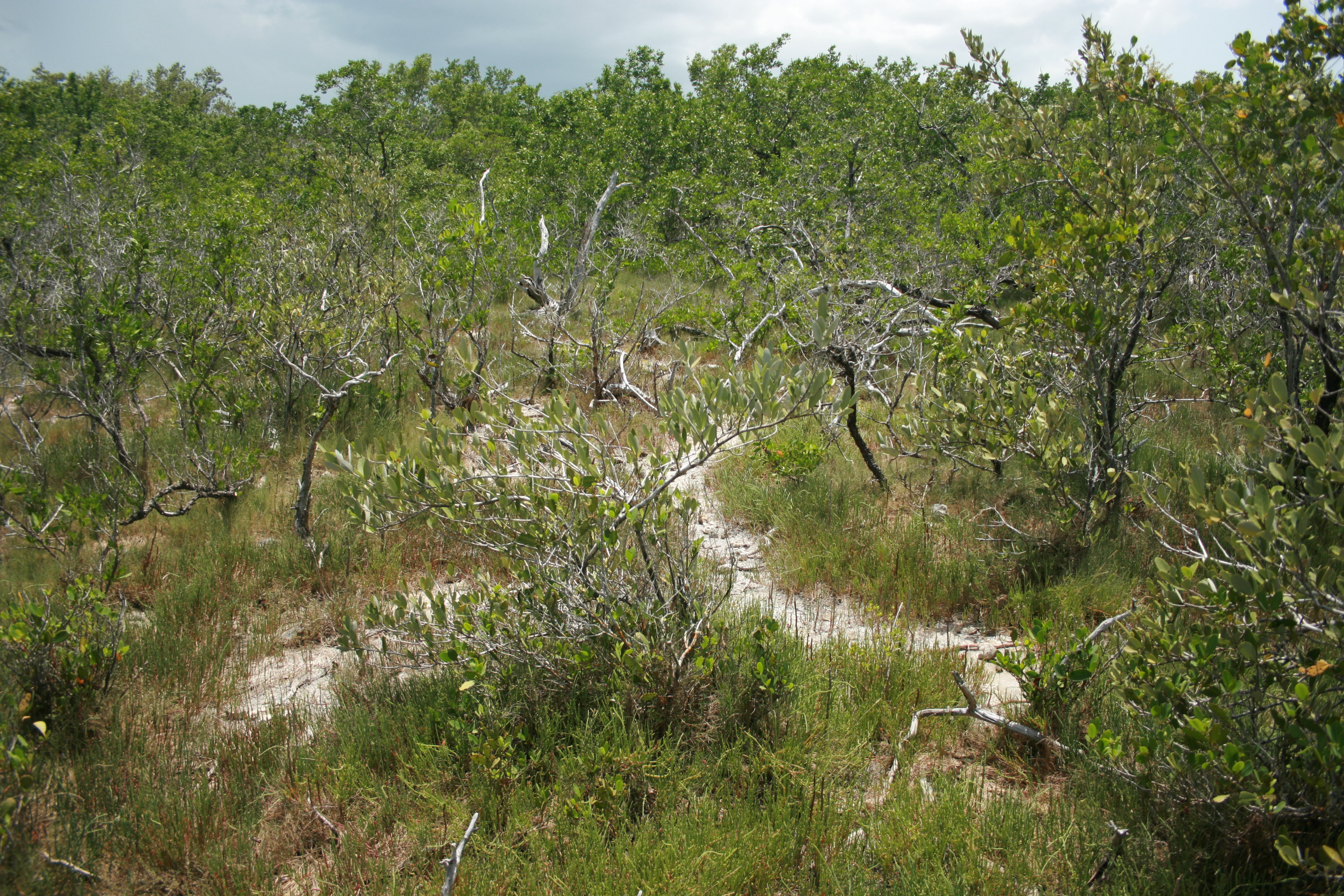
Buttonwood Marsh Trail
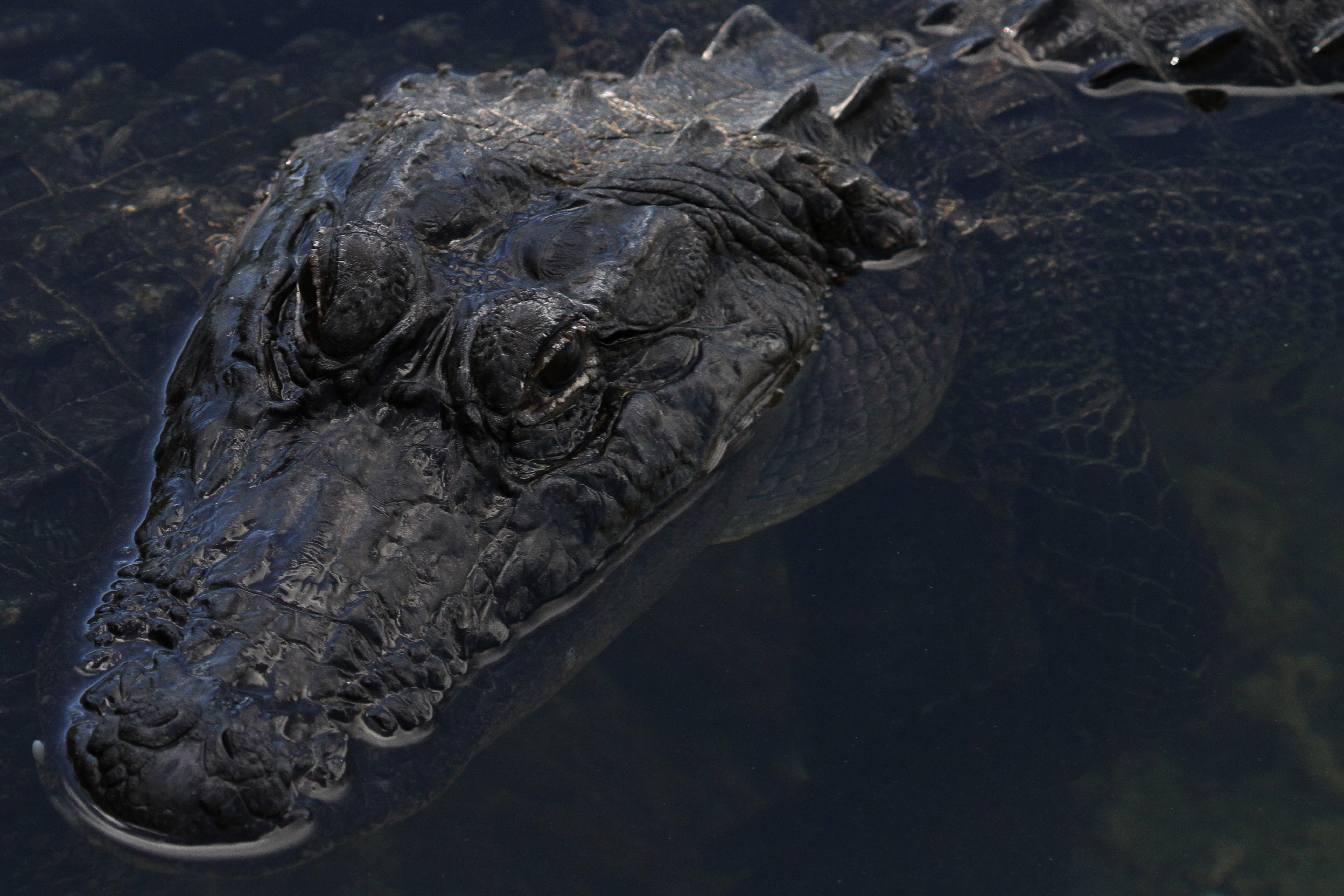
Alligator américain